# Liste der Naturdenkmale in Ebsdorfergrund
Die Liste der Naturdenkmale in Ebsdorfergrund nennt die im Gebiet der Gemeinde Ebsdorfergrund im Landkreis Marburg-Biedenkopf in Hessen gelegenen Naturdenkmale.
| Bild | Bezeichnung                         | Ortsteil, Lage                                    | Beschreibung                                                                                               | Art        | Nr.     |
| ---- | ----------------------------------- | ------------------------------------------------- | --- | ---------- | ------- |
| BW   | 2 Sommerlinden                      | Hachborn 50° 43′ 14,4″ N, 8° 47′ 28″ O            | In der Ortsmitte von Hachborn am alten Dorfbrunnen.                                                        | Baumgruppe |         |
| BW   | Stieleiche                          | Rauischholzhausen 50° 45′ 15,8″ N, 8° 52′ 47,3″ O | Etwa 27,5 m hohe Stieleiche im Schlosspark Rauischholzhausen an einer Wiesenfläche (ehemaliger Sportplatz) | Einzelbaum |         |
| BW   | Lindengruppe                        | Roßberg 50° 43′ 12,4″ N, 8° 52′ 31,4″ O           | 6 Winterlinden an einem Grillplatz in der Feldflur.                                                        | Baumgruppe |         |
| BW   | Winterlinde                         | Wittelsberg 50° 46′ 47,1″ N, 8° 51′ 22,3″ O       | Etwa 29 m hoher Einzelbaum in der Feldflur an der Straße nach Schröck.                                     | Einzelbaum |         |
| BW   | 2 Winterlinden                      | Wittelsberg 50° 45′ 44,8″ N, 8° 51′ 12″ O         | Links und rechts der Straße am Ortsausgang in Richtung Moischt.                                            | Baumgruppe |         |
| BW   | Kreuzeiche (Traubeneiche)           | Wittelsberg 50° 45′ 42,8″ N, 8° 51′ 14,4″ O       | Markanter Einzelbaum links der Straße am Ortsausgang aus Richtung Moischt.                                 | Einzelbaum |         |
| BW   | Winterlinde                         | Roßberg 50° 42′ 53,6″ N, 8° 52′ 44,7″ O           | Etwa 250 bis 300 Jahre alter, 24 m hoher Einzelbaumauf der rechten Seite an der Straße nach Roßberg.       | Einzelbaum |         |
| BW   | Stiel-Eiche auf dem Teichfeld       | Heskem 50° 44′ 58″ N, 8° 50′ 3″ O                 | | Einzelbaum | 534.814 |
| BW   | Stiel-Eiche vor dem Wald            | Wittelsberg 50° 45′ 26,8″ N, 8° 51′ 14,4″ O       | | Einzelbaum | 534.820 |
| BW   | Drei Weiden am Lampertshäuser Teich | Wittelsberg 50° 46′ 58,3″ N, 8° 51′ 27″ O         | | Baumgruppe | 534.821 |

## Belege
1. ↑  
Naturdenkmale in Hessen. (pdf; 405 kB) Anlage zu Kleine Anfrage der Abg. Ursula Hammann (BÜNDNIS 90/DIE GRÜNEN) vom 15.04.2011 betreffend Biotopverbund Teil 2 und Antwort der Ministerin für Umwelt, Energie, Landwirtschaft und Verbraucherschutz. Hessischer Landtag, 22. Juni 2011, S. 90–102, abgerufen am 4. Februar 2016.
2. ↑  Verordnung über „16 Einzelbäume und Baumgruppen“ als Naturdenkmale vom 15.01.2023. Landkreis Marburg-Biedenkopf, 15. Januar 2023, abgerufen am 11. März 2023.
3. ↑  Verordnung über „16 Einzelbäume und Baumgruppen“ als Naturdenkmale vom 15.01.2023. Landkreis Marburg-Biedenkopf, 15. Januar 2023, abgerufen am 11. März 2023.
4. ↑  Verordnung über „16 Einzelbäume und Baumgruppen“ als Naturdenkmale vom 15.01.2023. Landkreis Marburg-Biedenkopf, 15. Januar 2023, abgerufen am 11. März 2023.

- Karte mit allen Koordinaten:
- OSM |
- WikiMap